# Торков
То́рков (укр. Торків) — село на Украине, находится в Тульчинском районе Винницкой области.
Код КОАТУУ — 0524386601. Население по переписи 2001 года составляет 1007 человек. Почтовый индекс — 23613. Телефонный код — 4335.
Занимает площадь 4,539 км².

## Известные уроженцы
- Мазуркевич, Александр Романович (1913—1995) — педагог, литературовед. Доктор педагогических наук, профессор, академик Академии педагогических наук СССР и Академии педагогических наук Украины.

## Адрес местного совета
23613, Винницкая область, Тульчинский р-н, с. Торков, ул. Мельника, 26, тел. 3-75-81; 3-75-91